# 森田茂 (畜産学者)
森田 茂（もりた しげる、1960年 - ）は、日本の農学者・畜産学者。農学博士（北海道大学）。専門は、動物行動学、泌乳生理学。酪農学園大学農食環境学群教授。群馬県出身。

## 略歴
- 北海道大学農学部卒業。
- 1985年、北海道大学大学院農学研究科修士課程修了。同年、酪農学園大学酪農学部助手。
- 1989年、酪農学園大学酪農学部講師。その後、1995年酪農学園大学酪農学部助教授を経て、2004年酪農学園大学酪農学部教授[2][3]。
- 1994年、北海道大学 農学博士。論文の題は、「牛の粗飼料採食活動の行動学的解析 」[4]。

この他、オランダの農業・環境工学研究所客員研究員も務めた。

## 主要論文
- 『子牛の混合飼料の消化率に及ぼす粗飼料・濃厚飼料割合の影響』（共著、日本畜産学会報 57巻3号, 1986年）
- 『去勢牛における飼料給与時間と採食行動の関係』（共著、日本家畜管理研究会誌 26巻1号, 1990年）
- 『牛床配置の異なるフリーストール牛舎における乳牛の飼槽および牛床利用』（共著、酪農学園大学紀要 自然科学編 24巻1号 1999年）
- 『フリーストール飼養された搾乳牛の管理特性に関わる潜在因子』（共著、日本畜産學會報 78巻3号, 2007年）
- 『放し飼い牛舎における餌寄せ作業が残存飼料の形状に及ぼす影響』（共著、酪農学園大学紀要 自然科学編 35巻2号, 2011年）